# 日耳曼國家博物館

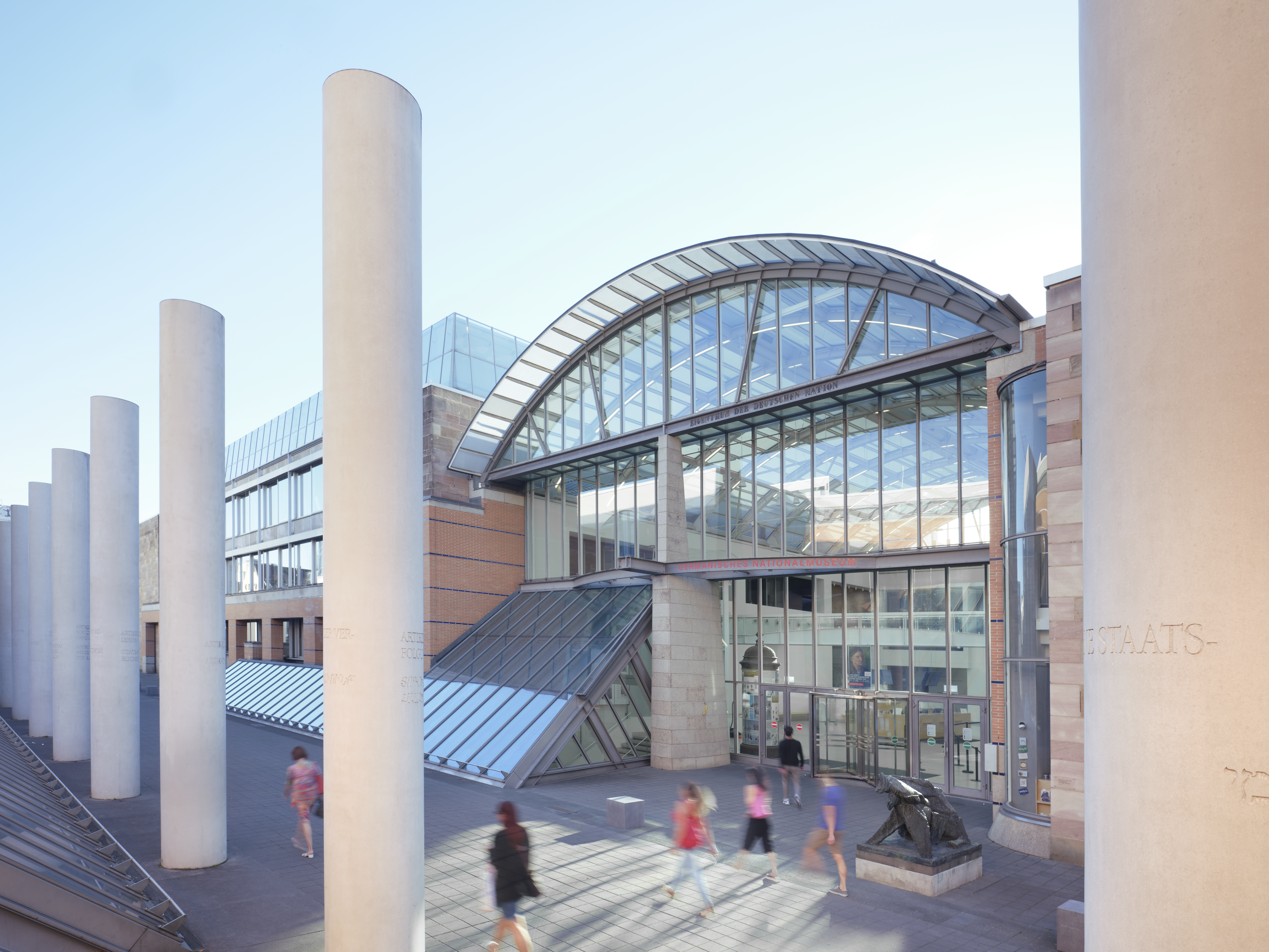
博物館入口

49°26′54″N 11°04′32″E / 49.44833°N 11.07556°E
日耳曼國家博物館（德語：Germanisches Nationalmuseum，GNM），又稱紐倫堡博物館，指的是一間位於德国纽伦堡的巨型博物館，開館於1852年，是德国乃至全欧洲面積最大、藏品數量最多的博物馆之一，全馆共有120万件展品。

## 历史
博物馆由一位弗兰肯男爵建立于1852年，它是在一座中世纪修道院的基础之上改建而来。成立之初的目标是包含所有可获得的德国文学、艺术和历史。1871年德意志帝国成立后，该博物馆很自然地成为了德国的国家博物馆。

## 构成
日耳曼国家博物馆的展品非常丰富，包括了从石器时代到现代的文物和艺术品。实际上展馆内的内容不仅仅局限于德国国内，整个说德语的日耳曼地区内的文物都是博物馆收藏的对象。它拥有17个固定展厅，一个由2万件展品组成的主题展向游客们展示了德国文化从石器时代的手斧发展到德国当代艺术家约瑟夫·博伊斯著名艺术品“毡毛外套”的历程。除固定展览外，该博物馆还会经常组织进行关于德意志文化的主题展览。实际上，日耳曼國家博物館不仅仅担负着展览的功能，它更像是一个研究中心。除展厅外，它还包括了一个历史档案馆、一个艺术品档案馆、一个绘画与印刷品收藏室。它那向公众开放的图书室内拥有50万本关于欧洲艺术和文化历史的卷帙。它还拥有15个专门负责维护和修复艺术品的专门工作室，这些工作室除维护本馆自己的收藏品外，还负责为应用科学大学的实习生们提供文物保养方面的实践机会。博物馆还有两个艺术教育中心和一份与博物馆同名的出版物。

## 分支机构
该博物馆拥有两座分馆：
- 皇帝堡博物馆：位于纽伦堡帝国城堡之内，自1999年3月后成为日耳曼国家博物馆的分馆。这个博物馆内展出的主要是中世纪中用于进攻和防御的军事器械以及城堡本身的历史。[5]
- 诺伊恩霍夫城堡（Schloss Neunhof）：位于纽伦堡郊区，这座博物馆设立在一座庄园式的小型城堡内，它是纽伦堡保存得最好的庄园建筑之一。这座博物馆完整地再现了16至19世纪间具有德国传统的日常家居摆设。[6]